# Ентандрофрагма циліндрична
Ентандрофрагма циліндрична або Сапели (Entandrophragma cylindricum) — вид дерев з родини малієвих (Meliaceae). Зростає у Центральній, Західній і Східній Африці (від Сьєрра-Леоне на заході до Уґанди на сході).

## Інші назви
Sapelewood (Нігерія), aboudikro (Берег Слонової Кістки), sapelli (Камерун).
Нерідко, через властивості близьких до махагоні сапеле називають африканським махагоні. Іноді сапеле називають деревину близькоспорідненого дерева сіпо (Entandrophragma utile).

## Опис
Листя мають черешок довжиною від 5 до 13 см, причому кожен з листків складається з 6-7 пар довгастих листочків довжиною від 4 до 15 см. Суцвіття досягає у довжину 25 см; квітки дрібні, жовто-зелені. Тичинкові трубки довжиною приблизно 2 мм. Плід — циліндрична коробочка довжиною 6-14 см і діаметром від 2,5 до 4 см, колір якої варіює від коричневого до фіолетово-чорного. Довжина насіння — від 6 до 11 см. Листопадне дерево, заввишки досягає 65 м, а у діаметрі доходить до 6 м.

### Характеристика деревини
Стигла деревина за кольором дуже мінлива — від світло-рожевого до червонувато-коричневого, блискуча, дуже декоративна. Деякі ділянки розпилу мають слабо контрастний смугастий малюнок. Деревина добре піддається механічній обробці і поліровці. При нанесенні лаку окремі пори деревини можуть виглядати як ледь помітні на загальному тлі більш світлі точки.
Твердість деревини по Брінеллю: 4,1—4,5.

## Охоронний статус
Значні заготівки деревини призвели до того, що у вида E. cylindricum відзначається значна генетична ерозія. У зв'язку з цим у «Червоній книзі МСОП» (англ. IUCN Red List of Threatened Species) даний вид був занесений до категорії уразливих видів.

## Застосування
З сапеле виготовляються різні види паркету, меблі. Крім того, завдяки складній волокнистій структурі для збільшення спектра резонансних частот сапеле використовується у виробництві музичних інструментів, зокрема, електрогітар.